# Skoki narciarskie w Grecji
W Grecji nigdy nie uprawiano profesjonalnie skoków narciarskich. W latach 2012–2015 kraj ten reprezentował w zawodach międzynarodowych Nikos Polichronidis. 
Urodzony w Niemczech zawodnik, syn Niemki i Greka, do 2011 reprezentował Niemcy. W barwach Grecji zadebiutował 27 grudnia 2012, zajmując 65. miejsce w Pucharze Kontynentalnym w Engelbergu.
Polichronidis reprezentował Grecję na głównych zawodach mistrzowskich. Na Mistrzostwach Świata w Narciarstwie Klasycznym 2013 zajął 45. miejsce na skoczni normalnej, zaś w kwalifikacjach do konkursu na skoczni dużej został zdyskwalifikowany. Z kolei zarówno na Zimowych Igrzyskach Olimpijskich 2014, jak i na Mistrzostwach Świata w Narciarstwie Klasycznym 2015 odpadał w kwalifikacjach do obu konkursów indywidualnych.
W 2013 na skoczni mamuciej Heini-Klopfer-Skiflugschanze Polichronidis ustanowił rekord kraju, wynoszący 186 metrów. Dwukrotnie wystąpił w konkursie głównym Pucharu Świata: 25 i 26 stycznia 2014 zajął odpowiednio 40. i 38. miejsce w zawodach w Sapporo.
Po raz ostatni w greckich barwach w zawodach międzynarodowych Polichronidis wystąpił 19 marca 2015, odpadając w kwalifikacjach do konkursu Pucharu Świata w Planicy.
Skoki narciarskie uprawiał również urodzony w Atenach syn Greka i Polki, Karol Kosikidis, który posiadał zarówno polskie i greckie obywatelstwo, wyrażając chęć reprezentowania Grecji na arenie międzynarodowej – ostatecznie wystąpił jednak jedynie w zawodach krajowych rozgrywanych w Polsce.